# Estación de Herrera (Euskotren Trena)
Herrera es una estación ferroviaria soterrada entre los barrios donostiarras de Inchaurrondo, Bidebieta y Alza, en Guipúzcoa, España, que pertenece a la empresa pública ETS, dependiente del Gobierno vasco. Da servicio a la línea del metro de San Sebastián del operador Euskotren Trena, denominada popularmente el Topo, siendo una de las estaciones más nuevas de la línea.
La estación es, desde septiembre de 2016, y provisionalmente, punto de bifurcación de los trenes hacia el este, pudiendo continuar o bien por el recorrido original de vía única de 1912 hacia Irún y Hendaya, o bien usar el nuevo túnel de doble vía hacia la estación de Alza. Está proyectado que, en un futuro, el túnel hacia Alza se prolongue hacia el este hacia Pasajes y Rentería, conectando ahí con el tramo original, desviando todos los trenes por el nuevo trazado de doble vía y abandonando el recorrido original.
Aunque esta estación esté en su recorrido desde 1912, la estación actual data apenas de 2012. Gracias al soterramiento de la estación y a la supresión de los viales de entrada al cinturón de la ciudad, se ha podido hacer sobre la estación una plaza y una rotonda, mejorando la zona tanto para los viandantes como para los vecinos, al haber más espacio y menos ruido. Además, se ha construido un acceso peatonal y ciclista por una zona verde hacia el norte, para acercar la estación a los vecinos de Bidebieta y Trincherpe.
A escasos metros de la estación se encuentra la estación de Adif, donde efectúan parada los trenes de cercanías de Renfe hacia las comarcas del Bajo Bidasoa, Tolosaldea y Goyerri.

## Accesos
- Alcalde José Elosegi, 297